# Margreta Elkins
Margreta Elkins, nata Margaret Ann Enid Geater (Brisbane, 16 ottobre 1930 – Brisbane, 1º aprile 2009), è stata un mezzosoprano australiano.

## Biografia
Inizia lo studio del canto a diciassette anni presso un collegio, successivamente si perfeziona con Ruby Dent e Pauline Bindley, proseguendo gli studi a Londra con Vera Rózsa e a Mantova con Ettore Campogalliani, vincendo una borsa di studio nel 1949, anno in cui gareggia al concorso Mobil Quest dove si scontra con Joan Sutherland; nel 1950 canta in tournée nel Queensland in Faust (Siebel), Il trovatore e Madama Butterfly.
Nel 1952 diventa un membro della National Opera Company of Australia, debuttando nella sua città natale con Carmen (1953) seguita da Azucena (1954); nel 1956 tenta di nuovo la fortuna al Mobil Quest'dove arriva seconda.
Sempre nel '56 si trasferisce in Europa dove esordisce a Dublino e canta con la Carl Rosa Opera Company; due anni più tardi debutta alla Royal Opera House come Amneris, teatro a cui rimarrà legata fino agli anni settanta.
Ha partecipato a due première: nel 1961 canta il ruolo di Ippolita nella première londinese di A midsummer night's dream di Benjamin Britten, mentre il 29 maggio dell'anno successivo interpreta Elena in King Priam di Michael Tippett a Coventry.
La Elkins è stata una collega frequente di Joan Sutherland con la quale ha inciso diversi dischi e si è esibita in Norma (Adalgisa), Alcina (Ruggero), Rodelinda (Bertarido) e Lucia di Lammermoor (Alisa).
Nel 1964 partecipa ad un concerto-tributo in onore di Winston Churchill insieme a Noël Coward e Margot Fonteyn.
La Elkins ha limitato la sua attività al Regno Unito, con sporadiche apparizioni a Napoli, Genova, Barcellona, Boston, New Orleans e Philadelphia.
Dopo la nascita della figlia Emma (1970) decide di concentrare le sue esibizioni in Australia, divenendo un membro fisso dell'Australian Opera dal 1976 al 1980.
Ha continuato a cantare saltuariamente fino al 2002 (Mamma Lucia a Queensland), accostando parallelamente l'attività di insegnante di canto a Hong Kong e al conservatorio del Queensland.
È deceduta all'età di 78 anni a causa di un tumore.